# Neoalcis californiaria
Neoalcis californiaria är en fjärilsart som beskrevs av Alpheus Spring Packard 1871. Neoalcis californiaria ingår i släktet Neoalcis och familjen mätare. Inga underarter finns listade i Catalogue of Life.

## Bildgalleri

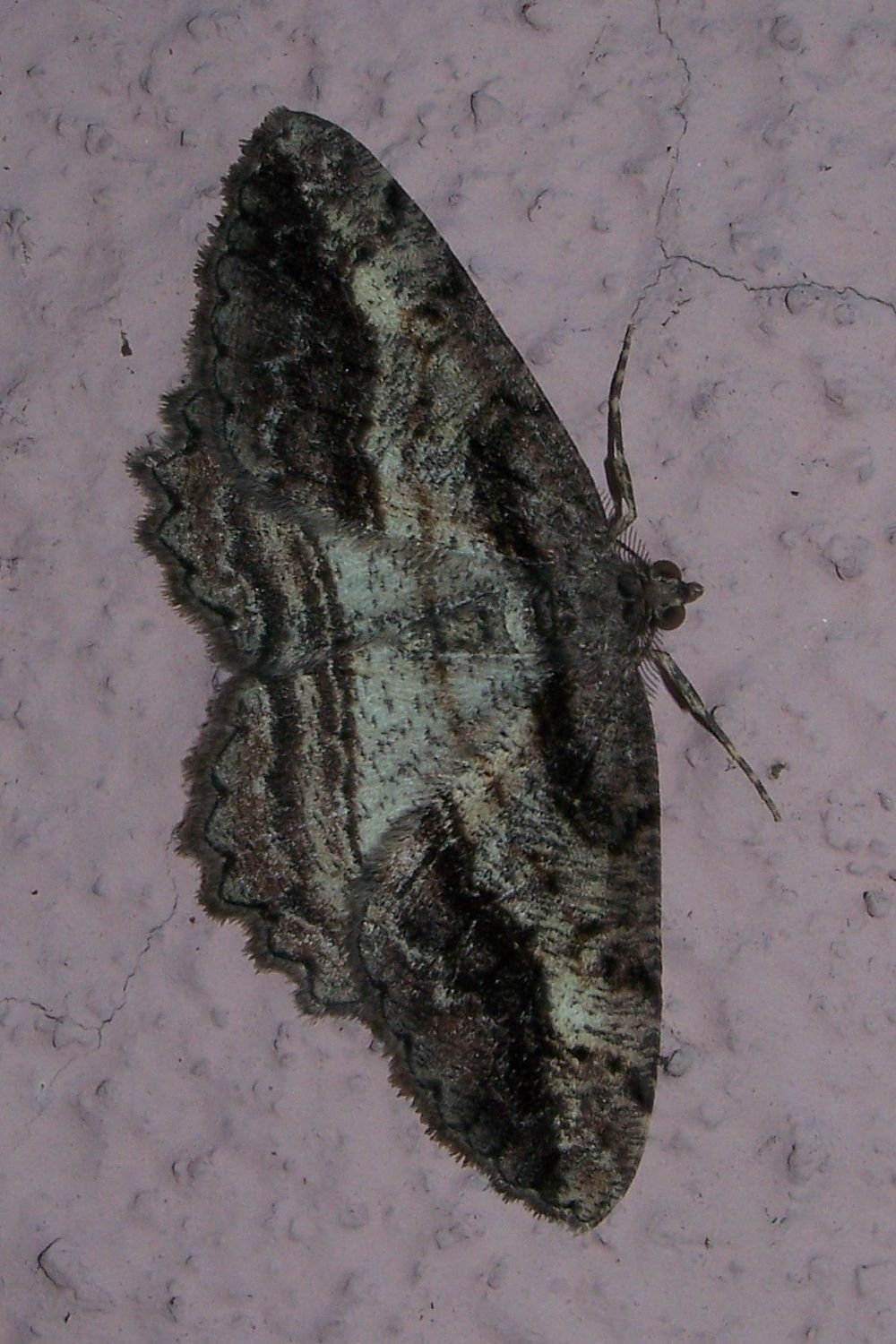